# Liffré-Cormier Communauté
Liffré-Cormier Communauté est une intercommunalité française, située dans le département d'Ille-et-Vilaine et la région Bretagne.
Créée en 2000 sous le nom de Pays de Liffré, elle succède au SIVOM du secteur de Liffré créé en 1972. Elle prend le nom de « Liffré-Cormier Communauté » en 2017 à la suite de l'extension de son périmètre.

## Histoire
La communauté de communes a pour origine le SIVOM du secteur de Liffré. Créé en 1972, le SIVOM est composé de huit communes (Chasné-sur-Illet, Dourdain, Ercé-près-Liffré, La Bouëxière, Liffré, Livré-sur-Changeon, Saint-Sulpice-la-Forêt et Thorigné-sur-Vilaine) et a pour objet principal la construction du collège public de Liffré. La première délibération du SIVOM date du 7 février 1972 sous la présidence de Jean Pavy, maire de La Bouëxière.
En 1991, Thorigné-Fouillard quitte le SIVOM. En 1993, c'est au tour de Livré-sur-Changeon puis de Saint-Sulpice-la-Forêt de se retirer du SIVOM.
La communauté de communes du Pays de Liffré est créée le 1er janvier 2000 par les communes de Liffré, Dourdain, Chasné-sur-Illet et Ercé-près-Liffré.
La Bouëxière, qui n'a pas intégré le Pays de Liffré en janvier 2000, fait le choix de rejoindre la communauté de communes le 1er janvier 2008.
À la suite de la loi NOTRe de juillet 2015, les communes de Gosné, Livré-sur-Changeon, Mézières-sur-Couesnon et Saint-Aubin-du-Cormier délibèrent et expriment unanimement le choix de rejoindre Liffré. Ces quatre communes représentent ensemble 65 % de la population de la communauté de communes du Pays de Saint-Aubin-du-Cormier. Les sept autres communes de la communauté de communes du Pays de Saint-Aubin-du-Cormier, représentant 35 % de la population, expriment le choix de rejoindre Fougères.
Devant cette situation et retenant le principe de ne pas couper le territoire, le préfet propose le 12 octobre 2015 sa carte à la Commission départementale de coopération intercommunale, en intégrant l'ensemble de la communauté de communes du Pays de Saint-Aubin-du-Cormier au sein de Fougères Agglomération.
Le 19 octobre Jérôme Bégasse, maire de Saint-Aubin-du-Cormier, démissionne avec son équipe municipale, provoquant de nouvelles élections municipales. Il sollicite le renouvellement de la confiance de sa population, tout en affirmant sa position vis-à-vis de l'intercommunalité.
Les élections municipales de janvier 2016 à Saint-Aubin-du-Cormier sont l'occasion d'un débat et d'un vote de la population sur l'intercommunalité, les deux listes opposées ayant des positions divergentes sur ce sujet. Dans les huit autres communes volontaires pour constituer ensemble une communauté de communes est organisée en décembre 2015 une votation citoyenne. Avec 36 % du corps électoral mobilisé, soit 5 406 votants, et 93,2 % de oui, le soutien au projet porté par les équipes municipales est massif.
Le 24 janvier 2016 la liste conduite par Jérôme Bégasse emporte 56,86 % des voix, après une campagne municipale centrée sur le sujet de l'intercommunalité.
Le 8 février 2016, la Commission départementale de coopération intercommunale, composée d'élus du département, est de nouveau réunie par le préfet. Un amendement modifiant la carte proposée par le préfet recueille 33 voix sur les 47 membres de la CDCI, soit plus de 70 %, et permet aux neuf communes de constituer ensemble une communauté de communes,.
Au 1er janvier 2017 les communes de Gosné, Livré-sur-Changeon, Mézières-sur-Couesnon et Saint-Aubin-du-Cormier rejoignent le Pays de Liffré qui prend le nom de Liffré-Cormier Communauté.

## Territoire communautaire

### Géographie
Située dans le centre  du département d'Ille-et-Vilaine, l'intercommunalité Liffré-Cormier Communauté regroupe 9 communes et s'étend sur 252,3 km2.

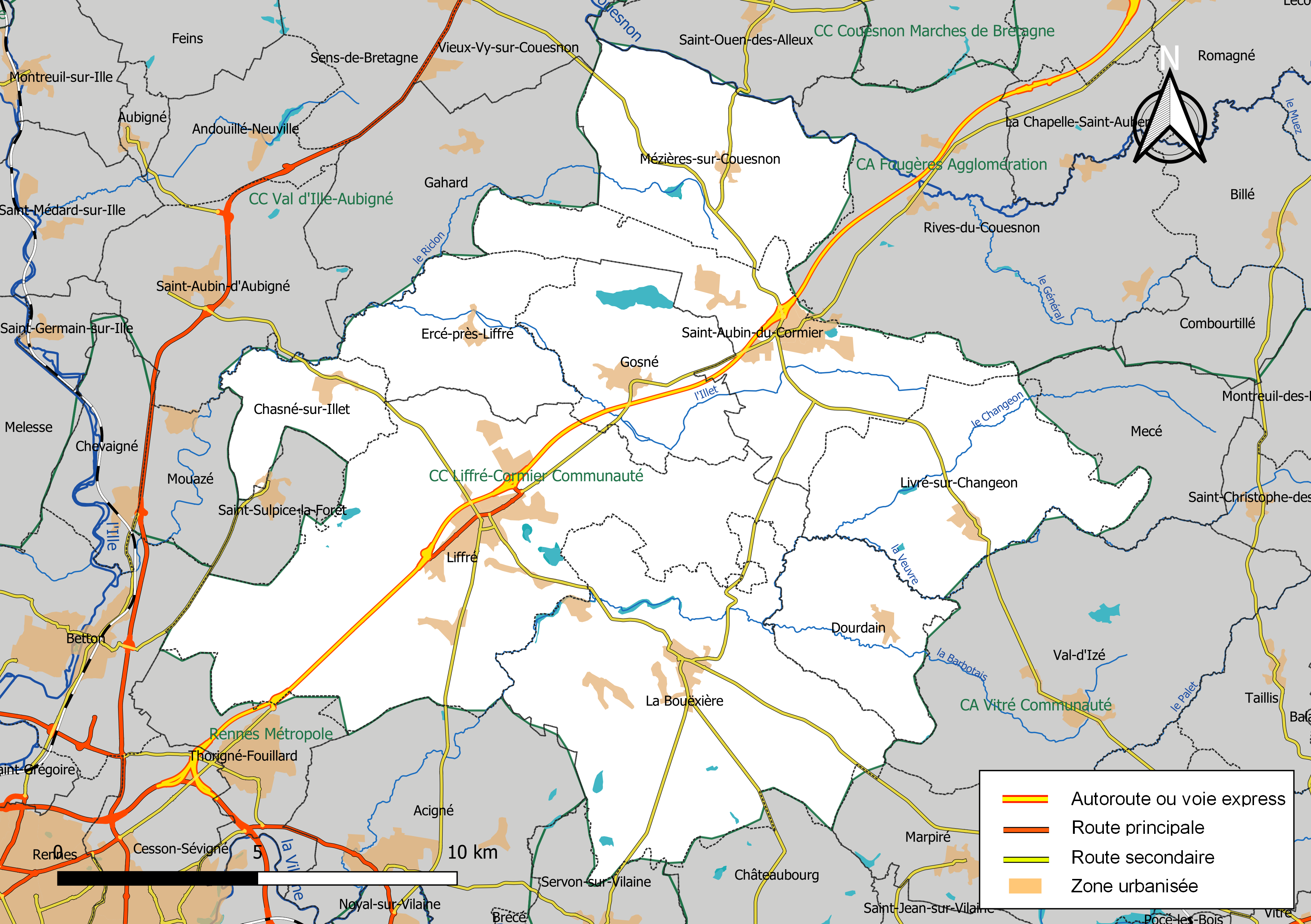
Carte de l'intercommunalité Liffré-Cormier Communauté au 1er janvier 2019.

### Composition

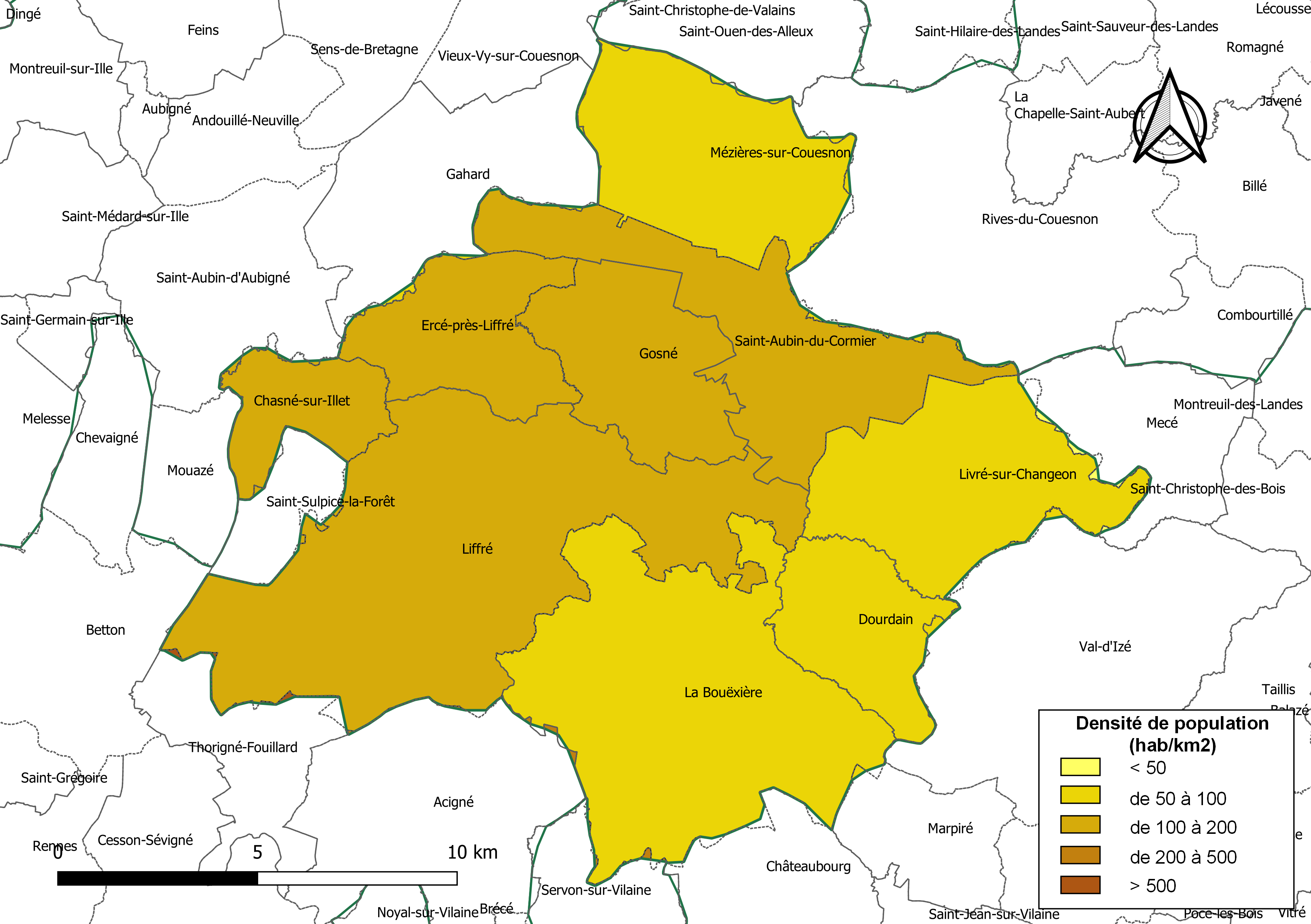
Carte des densités de population (millésimée 2016) des communes de l'intercommunalité Liffré-Cormier Communauté. Composition en communes au 1er janvier 2019.

La communauté de communes est composée des 9 communes suivantes :

| Nom                    | Code Insee | Gentilé        | Superficie (km2) | Population (dernière pop. légale) | Densité (hab./km2) |
| ---------------------- | ---------- | -------------- | ---------------- | --------------------------------- | ------------------ |
| La Bouëxière (siège)   | 35031      | Bouexièrais    | 49,68            | 4 602 (2022)                      | 93                 |
| Chasné-sur-Illet       | 35067      | Chasnéens      | 9,47             | 1 702 (2022)                      | 180                |
| Dourdain               | 35101      | Dourdanais     | 13,8             | 1 225 (2022)                      | 89                 |
| Ercé-près-Liffré       | 35107      | Ercéens        | 15,78            | 2 010 (2022)                      | 127                |
| Gosné                  | 35121      | Gosnéens       | 18,14            | 2 098 (2022)                      | 116                |
| Liffré                 | 35152      | Liffréens      | 66,86            | 8 987 (2022)                      | 134                |
| Livré-sur-Changeon     | 35154      | Livréens       | 26,37            | 1 737 (2022)                      | 66                 |
| Mézières-sur-Couesnon  | 35178      | Mézièrais      | 24,74            | 1 735 (2022)                      | 70                 |
| Saint-Aubin-du-Cormier | 35253      | Saint-Aubinais | 27,41            | 4 145 (2022)                      | 151                |

Liffré-Cormier Communauté est un des EPCI adhérent au Pays de Rennes.

### Démographie
| 1968   | 1975   | 1982   | 1990   | 1999   | 2008   | 2013   | 2018   | 2019   |
| ------ | ------ | ------ | ------ | ------ | ------ | ------ | ------ | ------ |
| 10 813 | 11 874 | 14 465 | 16 434 | 19 251 | 22 819 | 24 437 | 26 236 | 26 740 |

## Administration

### Siège
Le siège de la communauté de communes était situé à Liffré, 24 rue La Fontaine.
Par arrêté préfectoral du 3 octobre 2023, il a été transféré à La Bouëxière.

### Tendances politiques
| Commune                | Maire                | Étiquette | Étiquette |
| ---------------------- | -------------------- | --------- | --------- |
| Chasné-sur-Illet       | Benoît Michot        |           | SE        |
| Dourdain               | Michel Maillard      |           | SE        |
| Ercé-près-Liffré       | Bertrand Chevestrier |           | SE        |
| Gosné                  | Jean Dupire          |           | DVG       |
| La Bouëxière           | Stéphane Piquet      |           | DVG       |
| Liffré                 | Guillaume Bégué      |           | PS        |
| Livré-sur-Changeon     | Emmanuel Fraud       |           | SE        |
| Mézières-sur-Couesnon  | Olivier Barbette     |           | DVD       |
| Saint-Aubin-du-Cormier | Jérôme Bégasse       |           | DVG       |

### Conseil communautaire
Les 37 conseillers titulaires de Liffré-Cormier Communauté sont ainsi répartis selon le droit commun comme suit : 
| Nombre de délégués | Communes                                                                                |
| ------------------ | --------------------------------------------------------------------------------------- |
| 10                 | Liffré                                                                                  |
| 7                  | La Bouëxière                                                                            |
| 6                  | Saint-Aubin-du-Cormier                                                                  |
| 3                  | Gosné                                                                                   |
| 2                  | Chasné-sur-Illet, Dourdain, Ercé-près-Liffré, Livré-sur-Changeon, Mézières-sur-Couesnon |

### Élus
La communauté de communes est administrée par son conseil communautaire constitué en 2020 de 37 conseillers communautaires, qui sont des conseillers municipaux représentant chacune des communes membres.
À la suite des élections municipales de 2020 en Ille-et-Vilaine, le conseil communautaire du 7 juillet 2020 a élu son président, Stéphane Piquet, maire de La Bouëxière, ainsi que ses 11 vice-présidents.
|     | Attributions                                                                | Identité                 | Qualité                                    |
| --- | --------------------------------------------------------------------------- | ------------------------ | ------------------------------------------ |
| 1er | Économie, emploi, formation et agriculture                                  | Guillaume Bégué          | Maire de Liffré                            |
| 2e  | Sport, santé, bien-être et tourisme                                         | Jérôme Bégasse           | Maire de Saint-Aubin-du-Cormier            |
| 3e  | Petite enfance, CIAS et gens du voyage                                      | Anne-Laure Ouled-Sghaïer | Adjointe au maire de Liffré                |
| 4e  | Finances et contractualisation, conseil de développement                    | Yves Le Roux             | Adjoint au maire de Saint-Aubin-du-Cormier |
| 5e  | Transitions écologiques, PCAET et plan alimentaire territorial              | Sylvie Prétot-Tillmann   | Conseillère municipale de La Bouëxière     |
| 6e  | Enfance et jeunesse                                                         | Emmanuel Fraud           | Maire de Livré-sur-Changeon                |
| 7e  | Suivi du PLH, habitat, ADS, PLU et guichet unique                           | Claire Bridel            | 1re adjointe au maire de Liffré            |
| 8e  | Transports et mobilité                                                      | David Veillaux           | 1er adjoint au maire de Gosné              |
| 9e  | Moyens généraux des bâtiments intercommunaux, mutualisation et informatique | Ronan Salaün             | Conseiller municipal de Liffré             |
| 10e | Culture, communication, écoles de musique et réseau des médiathèques        | Sarah Chyra              | Adjointe au maire de Mézières-sur-Couesnon |
| 11e | Aménagement et entretien des zones d’activités, fibre                       | Benoît Michot            | Maire de Chasné-sur-Illet                  |
| CCD | Ruralité, chemins de randonnée et espèces invasives                         | Cédric Denoual           | 1er adjoint au maire de Dourdain           |

Ensemble, ils forment le bureau communautaire pour la période 2020-2026.

### Liste des présidents

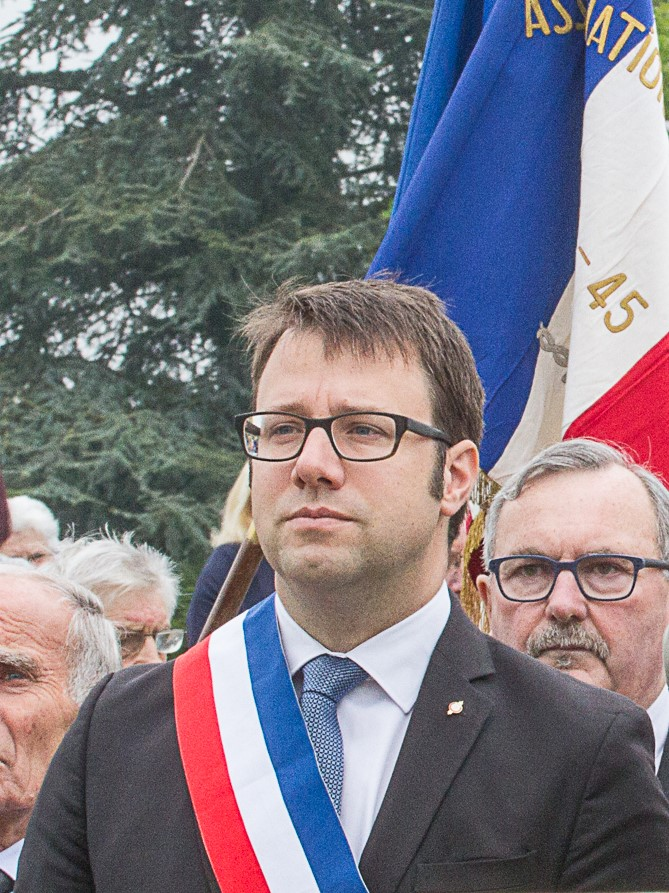
Loïg Chesnais-Girard, président de Liffré-Cormier Communauté entre 2008 et 2020.

| Période                                    | Période         | Identité             | Étiquette | Qualité |
| ------------------------------------------ | --------------- | -------------------- | --------- | --- |
| Syndicat intercommunal à vocation multiple |                 |                      |           | |
| 1972                                       | juin 1977       | Jean Pavy            | Ind.      | Maire de La Bouëxière Conseiller général de Liffré (1965 → 1979)                                                               |
| juin 1977                                  | 1983            | Louis Lorant         | DVD       | Maire de Liffré (1971 → 1983)                                                                                                  |
| 1983                                       | 1989            | Marcel Cudelou       |           | Maire d'Ercé-près-Liffré (1966 → 1995)                                                                                         |
| 1989                                       | 18 juillet 1995 | Clément Théaudin     | PS        | Député d'Ille-et-Vilaine (1981 → 1988) Conseiller général de Liffré (1979 → 1992 et 1998 → 2015) Maire de Liffré (1983 → 2008) |
| 18 juillet 1995                            | février 1998    | Francis Havard       | UDF       | Conseiller général de Liffré (1992 → 1998) Adjoint au maire de La Bouëxière Démissionnaire                                     |
| mars 1998                                  | décembre 1999   | Clément Théaudin     | PS        | Député d'Ille-et-Vilaine (1981 → 1988) Conseiller général de Liffré (1979 → 1992 et 1998 → 2015) Maire de Liffré (1983 → 2008) |
| Communauté de communes                     |                 |                      |           | |
| janvier 2000                               | 16 avril 2008   | Clément Théaudin     | PS        | Député d'Ille-et-Vilaine (1981 → 1988) Conseiller général de Liffré (1979 → 1992 et 1998 → 2015) Maire de Liffré (1983 → 2008) |
| 16 avril 2008                              | 7 juillet 2020  | Loïg Chesnais-Girard | PS        | Conseiller régional de Bretagne (depuis 2010) Président du conseil régional (depuis 2017) Maire de Liffré (2008 → 2017)        |
| 7 juillet 2020                             | En cours        | Stéphane Piquet      | DVG       | Maire de La Bouëxière (depuis 2008)                                                                                            |

### Compétences déléguées
- Actions de développement économique
- Création, aménagement et gestion des zones d'activités d'intérêt communautaire
- Action de développement économique d'intérêt communautaire
- Promotion économique de Liffré-Cormier Communauté
- Soutien aux manifestations économiques d'intérêt communautaire
- Développement des actions visant à soutenir et à favoriser l'emploi en concertation avec les structures et partenaires, notamment l'ANPE et la mission Locale.

- Aménagement de l'espace
- Adhésion au Syndicat Mixte chargé de l'élaboration et du suivi du Schéma de Cohérence Territoriale du Pays de Rennes (SCoT du Pays de Rennes).
- Déclinaison du SCoT du Pays de Rennes par l'élaboration, l'approbation, le suivi et la révision d'un schéma de secteur sur le périmètre de la communauté de communes.
- Plan local d'urbanisme, document d'urbanisme en tenant lieu et carte communale (depuis 2023)[13].
- Commercialisation du Parc d'Activités de Sévailles, 16 ha le long de l'A 84.

- Protection et mise en valeur de l'environnement
- Mise en place d'un service à caractère industriel et commercial chargé du contrôle de conception, réalisation et contrôle du bon fonctionnement des systèmes d'assainissement non collectif.
- Collecte et traitement des ordures ménagères (gestion confiée au SMICTOM des Forêts).

- Politique de logement et du cadre de vie
- Élaboration du PLH
- Création, aménagement et gestion d'un terrain d'accueil pour les gens du voyages, situé sur la commune de Liffré conformément au schéma départemental d'accueil des gens du voyage d'Ille-et-Vilaine.

- Action sociale d'intérêt communautaire via le CIAS (Centre Intercommunal d'Action Sociale du Liffré-Cormier Communauté)
- Petite enfance (0 - 3 ans)
- RIPAME.
- Crèches et micro-crèches.
- Soutien aux haltes-garderies associatives.

- Personnes âgées
- Service d'aide et d'accompagnement à domicile.
- Suivi des dossiers APA.
- Coordination et organisation d'animations d'intérêt communautaire en direction des personnes âgées.

Le CIAS anime par ailleurs le Conseil intercommunal de Sécurité et de Prévention de la délinquance.
- Action culturelle d'intérêt communautaire
- École de Musique
- Mise en réseau des bibliothèques et médiathèques municipales par un logiciel ad hoc.

- Compétence Sport et Culture
- Actions en faveur du développement du sport
- Piscine intercommunale [19]

- Compétence Tourisme
- Actions en faveur de la promotion du territoire communautaire.

### Régime fiscal et budget
Liffré-Cormier Communauté est un établissement public de coopération intercommunale à fiscalité propre.
Afin de financer l'exercice de ses compétences, l'intercommunalité perçoit la fiscalité professionnelle unique (FPU) – qui a succédé à la taxe professionnelle unique (TPU) – et assure une péréquation de ressources entre les communes résidentielles et celles dotées de zones d'activité.
Jusqu'en 2012, la communauté de communes du Pays de Liffré percevait la CFE de zone sur les zones d'activités d'intérêt intercommunale et taxes additionnelles.

#### Endettement
Endettement de la communauté 2007-2014
| Sources des données : Ministère des finances |

#### Charges de personnel
Charges de personnel de 2007-2014
|                                            | 2007 | 2008 | 2009 | 2010 | 2011 | 2012 | 2013 | 2014 |
| Charges de personnel en milliers d'euros   | 333  | 376  | 460  | 543  | 683  | 766  | 803  | 993  |
| Charges de personnel par habitant en euros | 32   | 26   | 31   | 36   | 45   | 51   | 53   | 65   |
| ------------------------------------------ | ---- | ---- | ---- | ---- | ---- | ---- | ---- | ---- |

## Projets et réalisations

### Développement économique
Liffré-Cormier Communauté bénéficie d'une dynamique économique forte, résultant de dizaines d'années d'efforts en matière d'aménagement et de politique foncière. La volonté des élus est de poursuivre cette politique qui, par l'accueil d'activités économiques, permet d'assurer un développement harmonieux du territoire et d'offrir des emplois de proximité à sa population.
En 2007, le Pays de Liffré comptait six emplois pour dix actifs (4 216 emplois pour 6 881 actifs).
Une enquête réalisée par les services de Liffré-Cormier Communauté début 2017 sur 20 % des emplois privés du territoire montre sa forte attractivité.
En effet sur environ 1 000 salariés nous observons que 35 % habitent le territoire de Liffré-Cormier Communauté, 16,6 % habitent Rennes Métropole, 16 % habitent la CC du Val d’Ille-Aubigné, 9 % habitent Fougères Agglomération, 6 % habitent Vitré Agglomération et le reste se répartit sur l’ensemble du territoire départemental et marginalement au-delà.
Liffré-Cormier Communauté perçoit l'ensemble de la fiscalité des entreprises depuis le 1er janvier 2013. Une redistribution de la croissance des recettes fiscales depuis 2013 est opérée entre le Pays de Liffré et ses communes membres, avec un double objectif : financer les projets et actions du Pays de Liffré d'une part et réduire les écarts de richesse entre les communes d'autre part.
Les deux parcs d'activités en cours de commercialisation par Liffré-Cormier Communauté sont Sévailles à Liffré et La Mottais à Saint Aubin du Cormier, en plus des zones artisanales gérées par les communes.

### Tourisme

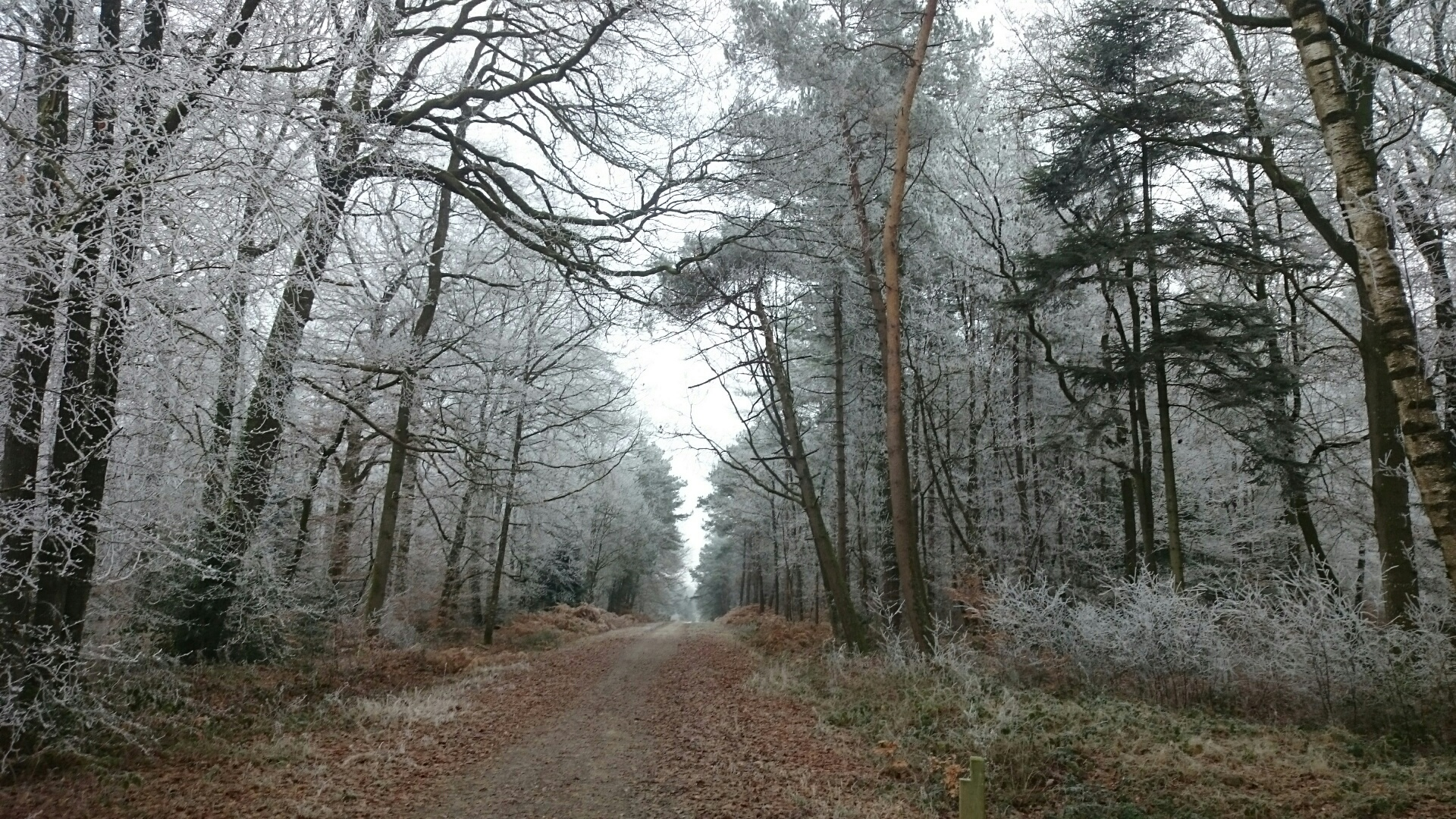
La forêt domaniale de Liffré.

Liffré-Cormier Communauté offre un territoire riche de 7 000 ha de forêts domaniales (Forêt domaniale de Rennes, forêt domaniale de Liffré et Forêt de Haute-Sève), de nombreux étangs et d'un paysage de bocage riche grâce à son patrimoine de haies encore très présentes.
Liffré-Cormier Communauté s'appuie sur plusieurs sites principaux que sont l'étang de Chevré, le château de Saint-Aubin-du-Cormier, la Mi-Forêt (forêt et accrobranche) et le Relais des Cultures (centre de culture gallèse).

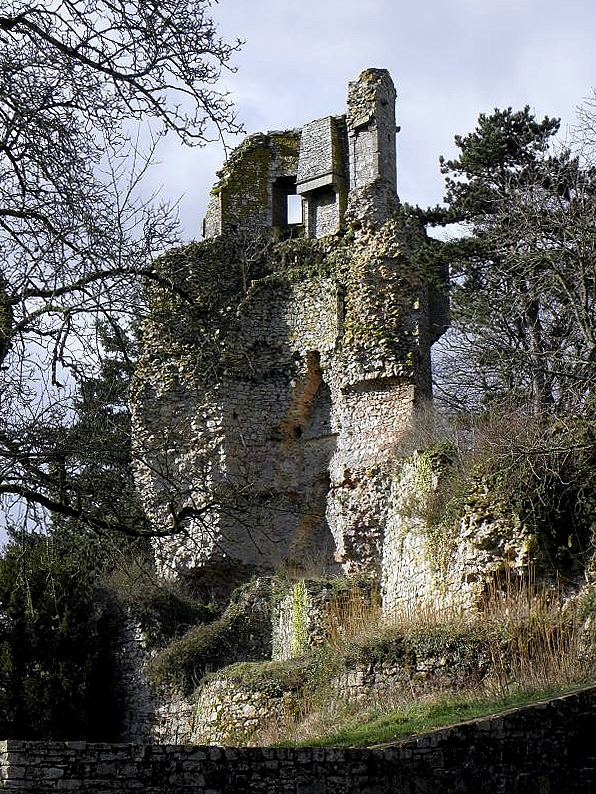
Les ruines du château de Saint-Aubin-du-Cormier.

Centres équestres, sites de randonnées, circuits de VTT et de promenades, parcours sportif et parcours écologique en forêt, piscine.

### Transport
Liffré-Cormier Communauté bénéficie du passage de l'A84 sur son territoire, et est desservi par trois échangeurs.
Le territoire est desservi par les cars BreizhGo, gérés par le Conseil régional de Bretagne.
Initié en juillet 2009 un service d'été de transport intracommunautaire permet d'offrir une solution de mobilité pour les habitants du Pays de Liffré entre chacune des communes (commerces, services, piscine...) et vers la ligne BreizhGo 9a Fougères - Cesson viasilva(Rennes). Ce service fonctionne pendant les vacances scolaires tout au long de l'année, vacances scolaires et week-ends inclus.